# Fußball-Asienmeisterschaft der Frauen 2014
Die Endrunde der 18. Fußball-Asienmeisterschaft der Frauen wurde vom 14. bis 25. Mai 2014 in zwei Städten in Vietnam ausgetragen.
Der Gastgeber des Turniers wurde erst im Mai 2013 nach Abschluss der Qualifikationsspiele bestimmt. Acht Mannschaften traten zunächst in einer Gruppenphase in zwei Gruppen und danach im K.-o.-System gegeneinander an. Neben dem Asienmeister wurden die fünf asiatischen Teilnehmer an der Weltmeisterschaft 2015 in Kanada ermittelt.

## Teilnehmer
Jordanien qualifizierte sich erstmals für die Endrunde.
| 4 gesetzte Mannschaften | Australien | China    | Japan   | Südkorea  |
| 4 Qualifikanten         | Myanmar    | Thailand | Vietnam | Jordanien |

## Vorrunde
Die Auslosung der Vorrundengruppen erfolgte am 29. November 2013.

### Gruppe A
| Pl. | Land       | Sp. | S | U | N | Tore    | Diff. | Punkte |
| --- | ---------- | --- | - | - | - | ------- | ----- | ------ |
| 1.  | Japan      | 3   | 2 | 1 | 0 | 013:200 | +11   | 07     |
| 2.  | Australien | 3   | 2 | 1 | 0 | 007:300 | +4    | 07     |
| 3.  | Vietnam    | 3   | 1 | 0 | 2 | 003:700 | −4    | 03     |
| 4.  | Jordanien  | 3   | 0 | 0 | 3 | 002:130 | −11   | 0      |

|                                                        |   |            |           |
| 14. Mai 2014 in Ho-Chi-Minh-Stadt (Thong Nhat Stadium) |   |            |           |
| Australien                                             | – | Japan      | 2:2 (1:0) |
| Vietnam                                                | – | Jordanien  | 3:1 (2:1) |
| 16. Mai 2014 in Ho-Chi-Minh-Stadt (Thong Nhat Stadium) |   |            |           |
| Australien                                             | – | Jordanien  | 3:1 (1:0) |
| Vietnam                                                | – | Japan      | 0:4 (0:1) |
| 18. Mai 2014 in Ho-Chi-Minh-Stadt (Thong Nhat Stadium) |   |            |           |
| Vietnam                                                | – | Australien | 0:2 (0:1) |
| 18. Mai 2014 in Binh Duong (Binh Duong Stadium)        |   |            |           |
| Japan                                                  | – | Jordanien  | 7:0 (2:0) |

### Gruppe B
| Pl. | Land     | Sp. | S | U | N | Tore    | Diff. | Punkte |
| --- | -------- | --- | - | - | - | ------- | ----- | ------ |
| 1.  | Südkorea | 3   | 2 | 1 | 0 | 016:000 | +16   | 07     |
| 2.  | China    | 3   | 2 | 1 | 0 | 010:000 | +10   | 07     |
| 3.  | Thailand | 3   | 1 | 0 | 2 | 002:120 | −10   | 03     |
| 4.  | Myanmar  | 3   | 0 | 0 | 3 | 001:170 | −16   | 0      |

|                                                 |   |          |            |
| 15. Mai 2014 in Ho-Chi-Minh-Stadt               |   |          |            |
| China                                           | – | Thailand | 7:0 (4:0)  |
| Myanmar                                         | – | Südkorea | 0:12 (0:7) |
| 17. Mai 2014 in Ho-Chi-Minh-Stadt               |   |          |            |
| China                                           | – | Myanmar  | 3:0 (1:0)  |
| Südkorea                                        | – | Thailand | 4:0 (2:0)  |
| 19. Mai 2014 in Ho-Chi-Minh-Stadt               |   |          |            |
| China                                           | – | Südkorea | 0:0        |
| 19. Mai 2014 in Binh Duong (Binh Duong Stadium) |   |          |            |
| Myanmar                                         | – | Thailand | 1:2 (1:1)  |

## Finalrunde

### Halbfinale
|              |   |            |                      |
| 22. Mai 2014 |   |            |                      |
| Japan        | – | China      | 2:1 n. V. (1:1, 0:0) |
| Südkorea     | – | Australien | 1:2 (0:0)            |

### Spiel um Platz 5
Der Sieger qualifiziert sich
neben den vier Halbfinalisten für die WM 2015 in Kanada.
|              |   |          |           |
| 21. Mai 2014 |   |          |           |
| Vietnam      | – | Thailand | 1:2 (0:0) |

### Spiel um Platz 3
|              |   |          |           |
| 25. Mai 2014 |   |          |           |
| China        | – | Südkorea | 2:1 (1:0) |

### Finale
| Japan                                                  | Japan | Australien | Australien |
| ------------------------------------------------------ | --- | --- | ---------- |
| Japan                                                  | \| 25. Mai 2014 in Ho-Chi-Minh-Stadt (Thống Nhất Stadium) \| \| Ergebnis: 1:0 (1:0) \| | \| 25. Mai 2014 in Ho-Chi-Minh-Stadt (Thống Nhất Stadium) \| \| Ergebnis: 1:0 (1:0) \| | Australien |
| Japan                                                  | Miho Fukumoto • Saori Ariyoshi, Azusa Iwashimizu • Yumeho Sakaguchi, Aya Miyama , Naomi Kawasumi, Honoki Sawa (65. Yuika Sugasawa), Yomi Nakajima (75. Goto Mitsuchi), Rumi Utsugi, Juri Kawamura • Aimi Takase (83. Chika Kira) Cheftrainer: Norio Sasaki | Lydia Williams • Teigen Allen, Alanna Kennedy (46. Laura Alleway), Stephanie Catley • Elise Kellond-Knight, Emily van Egmond (60. Tameka Butt) • Clare Polkinghorne, Lisa De Vanna, Katrina Gorry, Sam Kerr, Michelle Heyman (67. Caitlin Foord) Cheftrainer: Alen Stajcic | Australien |
| Japan                                                  | 1:0 Iwashimizu (28.) | | Australien |
| 25. Mai 2014 in Ho-Chi-Minh-Stadt (Thống Nhất Stadium) | | |            |
| Ergebnis: 1:0 (1:0)                                    | | |            |

## Torschützinnen
| Rang | Spielerin    | Tore |
| ---- | ------------ | ---- |
| 1    | Yang Li      | 06   |
| 1    | Park Eun-sun | 06   |

| Rang | Spielerin         | Tore |
| ---- | ----------------- | ---- |
| 3    | Katrina Gorry     | 03   |
| 3    | Jeon Ga-eul       | 03   |
| 3    | Cho So-hyun       | 03   |
| 3    | Kanjana Sungngoen | 03   |

| Rang | Spielerin          | Tore |
| ---- | ------------------ | ---- |
| 7    | Kate Gill          | 02   |
| 7    | Li Dongna          | 02   |
| 7    | Azusa Iwashimizu   | 02   |
| 7    | Nahomi Kawasumi    | 02   |
| 7    | Chinatsu Kira      | 02   |
| 7    | Emi Nakajima       | 02   |
| 7    | Yūki Ōgimi         | 02   |
| 7    | Mizuho Sakaguchi   | 02   |
| 7    | Ji So-yun          | 02   |
| 7    | Le Thu Thanh Huong | 02   |

19 weitere Spielerinnen erzielten jeweils ein Tor und es unterliefen vier Eigentore.
Beste Torschützinnen des Gesamtwettbewerbs waren die Usbekin Zebo Joʻraeva und die Jordanierin Maysa Jbarah, die 9 Tore erzielten. Zebo Joʻraeva erzielte alle 9 Tore in der Qualifikation, davon 8 Tore beim 18:0 gegen Kuwait. Ihre Mannschaft konnte sich aber nicht für die Endrunde qualifizieren. Maysa Jbarah erzielte 8 Tore in der Qualifikation, alle beim 21:0 gegen Kuwait, und ein Tor bei der Endrunde.

## Schiedsrichterinnen
0 Casey Reibelt  Qin Liang  Sachiko Yamagishi  Rita Gani  Ri Hyang-ok  Abirami Apbai Naidu
0 Pannipar Kamnueng  Công Thị Dung